# 第1航空軍 (ブラジル空軍)
第1航空軍（だいいちこうくうぐん、1 Força Aérea：I FAe）は、ブラジル空軍の作戦軍の一つ。
ナタールに司令部を置く。第1航空軍の任務は教育訓練を専任とし、そのために全空軍から最精鋭のパイロットと機材を集約している。

## 部隊編成
- 第5航空群第1飛行隊（1º Esquadrão do 5º Grupo de Aviação、1/5 GAv）
- 第5航空群第2飛行隊（2º Esquadrão do 5º Grupo de Aviação、2/5 GAv）
- 第11航空群第1飛行隊（1º Esquadrão do 11º Grupo de Aviação、1/11 GAv）